# Aron Pumnul
 (février 2020).
Si vous disposez d'ouvrages ou d'articles de référence ou si vous connaissez des sites web de qualité traitant du thème abordé ici, merci de compléter l'article en donnant les références utiles à sa vérifiabilité et en les liant à la section « Notes et références ».
Aron Pumnul (1818-1866) fut un professeur de littérature roumaine et une figure culturelle, et un des chefs des révolutionnaires de 1848 en Transylvanie.

## Biographie
Il nait en 1818 dans une famille de paysans transylvains, et fait ses études à Blaj, puis à Cluj, avec George Barit et Simion Barnutiu, au lycée Piarist, puis au séminaire Sainte Barbara de Vienne. Il revient en 1846 à Blaj pour y enseigner la philosophie et pour aider Timotei Cipariu à éditer la revue Organul Luminarei.
Lors de la révolution de 1848, Pumnul devient un des chefs du mouvement national roumain dans la région de Blaj. Lui et Cipariu sortent un journal nommé Invatatorul poporului (l'éducation du peuple), dans lequel il publie une série d'articles sur la vie de la nation et sur la signification de sa langue. Il est l'auteur du premier appel d'une assemblée nationale à Blaj en avril, qui provoque le grand rassemblement sur le Champ de la Liberté en mai.
Il est élu par l'assemblée au Comité permanent national roumain, dont le siège est à Sibiu, et est l'un de ses secrétaires. Son nom est déjà sur la liste des individus recherchés, sa maison de Blaj est mise à sac et incendiée (y compris ses livres et ses documents), et lu-même est arrêté par les autorités hongroises.
Déporté à Făgăraș, il arrive à s'échapper et à franchir la frontière vers la Munténie, où il devient un des participants à la révolution dans cette province. Il sert dans le gouvernement provisoire comme commissaire à la propagande. Après l'échec de la révolution en Munténie, il fuit vers Iași et la Bucovine autrichienne, où il est reçu chaudement par Eudoxiu Hurmuzachi. Il devient collaborateur du journal Bucovina pan-roumain, soutenu par Hurmuzachi, fin 1848, et tient la partie roumaine de la publication.
Après 1848, Pumnul ne quitte plus la Bucovine. Il devient en 1849, sur concours, le premier professeur de langue et littérature roumaines au Lycée Impérial et Royal de Czernowitz, un des gains substantiels de 1848. Ses aptitudes pédagogiques sont largement reconnues, et ses efforts envers la défense de la cause nationale roumaine et envers l'éducation le font devenir une figure culte de la jeune génération roumaine, y compris pour le futur poète Mihai Eminescu, qui logea chez lui.
Les contributions de Pumnul à la culture roumaine comprennent la linguistique (il promeut l'usage de l'alphabet latin au lieu du cyrillique ; il essaie sans succès de bannir les néologismes), la littérature (il compile la première anthologie de littérature roumaine, en six volumes, entre 1862 et 1865 ; il collectionne les écrits de plus de cent auteurs roumains qui viennent de toutes les provinces roumaines). Comme A. T. Laurian and Timotei Cipariu, c'est un homme de culture encyclopédique qui croit en la puissance de l'éducation pour promouvoir la régénération nationale et en la question centrale de la langue (Il écrit : "le Peuple est le corps de la Nation, et la Langue est son Esprit").  Comme Laurian and Cipariu, sa vie et ses idées ont eu une influence décisive sur le développement d'une culture nationale roumaine au XIXe siècle, et comme eux, ses idées primaires sur l'école (quelquefois très bizarres) deviendront obsolètes avant la fin du siècle. Malgré tout, eux et Pumnul restent des symboles de l'idéologie nationale et de la renaissance nationale, et des contributeurs significatifs des années 1848 pour la Roumanie.